# Felicita Sartori
Felicita Sartori (Pordenone, 7 settembre 1713 – Sacile, 24 luglio 1782) è stata una miniaturista e pittrice italiana.

## Biografia
Nacque a Pordenone, figlia del notaio Felice Sartori. Crebbe a Gorizia nella casa di suo zio, il pittore Antonio dall'Agata, il quale la introdusse al mondo della pittura. Si trasferì a Venezia presso la casa dell'artista Rosalba Carriera, divenendo presto dapprima la sua migliore allieva, poi collaboratrice ed imitatrice. Dopo aver perfezionato le sue tecniche di intaglio e la sua padronanza con il bulino, negli anni '30 del Settecento le fu commissionata una collaborazione all'illustrazione delle Oeuvres di Jacques Bénigne Bossuet, e nel 1737 incise le immagini di Gaspara Stampa e di Collaltino di Collalto.
Nel 1741 sposò Franz Joseph Hoffmann, consigliere di Augusto III di Sassonia, con il quale si recò a Dresda, dove fu ingaggiata come pittrice di corte. Varie sue opere sono oggi conservate presso la Gemäldegalerie Alte Meister di Dresda.
Dopo la morte di Hoffmann nel 1749, Felicita Sartori sposò un suo nipote, Lothar Franz Hoffmann. All'inizio degli anni '60 si trasferì a Sacile, dove abitava la sua famiglia; vi morì il 24 luglio 1782.